# Peter Westbrook
Peter Westbrook (* 16. April 1952 in St. Louis; † 29. November 2024) war ein US-amerikanischer Fechter.

## Sportliche Laufbahn
Insgesamt nahm Peter Westbrook an fünf Olympischen Sommerspielen teil. Den größten Erfolg seiner sportlichen Laufbahn erzielte er bei den Olympischen Spielen 1984 in Los Angeles, als er im Säbelwettbewerb die Bronzemedaille gewann. Zudem gewann er elf Medaillen bei Panamerikanischen Spielen, darunter drei goldene, und wurde 13 Mal US-amerikanischer Meister im Säbelfechten.
Nach seinem Rückzug vom aktiven Sport gründete er 1991 die Peter Westbrook Foundation. Sie soll Jugendlichen aus fünf New Yorker Boroughs helfen, ihre Träume mit Hilfe des Fechtsports zu realisieren.